# Craig Bierko
Craig Philip Bierko (Rye Brook, New York, 1964. augusztus 8. –) amerikai színész.

## Élete
Szülei, Pat és Rex Bierko, egy helyi színház vezetői voltak. A Bostoni és az Északnyugati Egyetemen tanult 1986-ig. Publicista, menedzser, ügynök áll főszerepei között. 2000 novemberében elnyerte a legszexisebb férfi díjat.

## Filmográfia
| Év   | Cím                               | Eredeti cím                       | Szerep                           |
| ---- | --------------------------------- | --------------------------------- | -------------------------------- |
| 2009 | Horrorra akadva 5.                | Scary Movie 5                     | Tom Ryan                         |
| 2008 | Superhero Movie                   | Superhero                         | Farkas                           |
| 2006 | Horrorra akadva 4.                | Scary Movie 4                     | Tom Ryan                         |
| 2006 | Danika                            |                                   | Randy                            |
| 2005 | A remény bajnoka                  | Cinderella Man                    | Max Baer                         |
| 2003 | Kis nagy színész                  | Dickie Roberts: Former Child Star | George Finney                    |
| 1999 | A bamba banda                     | The Suburbans                     | Mitch                            |
| 1999 | A 13. emelet                      | The Thirteenth Floor              | Douglas Hall John Ferguson David |
| 1998 | Félelem és reszketés Las Vegasban | Fear and Loathing in Las Vegas    | Lacerda                          |
| 1998 | Félpénz beszél                    | Sour Grapes                       | Richie Maxwell                   |
| 1998 | Szex és New York                  | Sex and the City                  | Ray King                         |
| 1996 | Utánunk a tűzözön                 | The Long Kiss Goodnight           | Timothy                          |
| 1993 | Danielle Steel: Sztár             | Star                              | Spencer Hill                     |

## További információ
- Craig Bierko a PORT.hu-n (magyarul)
- Craig Bierko az Internetes Szinkronadatbázisban (magyarul)
- Craig Bierko az Internet Movie Database-ben (angolul)
- Craig Bierko a Rotten Tomatoeson (angolul)